# Rygar: The Legendary Adventure
Rygar: The Legendary Adventure, conocido en Japón como Argus no Senshi (アルゴスの戦士), es un videojuego hack and slash lanzado para la videoconsola PlayStation 2 en noviembre del 2002 y fue desarrollado por Tecmo y Team Tachyon. Está basado en el Rygar original lanzado para consolas recreativas y domésticas. Cuenta con gráficos en 3D y un entorno destructible. El juego está inspirado en la mitología griega y romana y tiene muchos enemigos y mundos que llevan su nombre.
Fue lanzado con críticas generalmente positivas. El juego fue portado a Wii en 2008, como Rygar: The Battle of Argus, lanzado en Japón como Argus no Senshi: Muscle Impact (アルゴスの戦士 マッスルインパクト).

## Jugabilidad
En Rygar: The Legendary Adventure, el jugador atraviesa el paisaje armado con el Diskarmor, derrotando enemigos, recolectando potenciadores, etc. La cámara está fija en un lugar, pero gira en consecuencia cuando el jugador se mueve. El juego tiene muchas funciones desbloqueables, como galerías de imágenes y películas. Completar el juego y cumplir con ciertos requisitos permite el uso de una serie de Diskarmors especiales, además de permitir al jugador seleccionar cualquier nivel.
El Diskarmor es un escudo que es el foco principal del juego. El jugador puede equipar piedras especiales que se encuentran a lo largo del juego para aumentar su poder, etc. Además, se pueden encontrar habilidades que agregan otras funciones al Diskarmor, como una habilidad de agarre que le permite al jugador balancearse entre íconos especialmente marcados y subir a áreas que de otro modo serían inalcanzables.

## Historia
Rygar: The Legendary Adventure tiene lugar en una isla en el mar Mediterráneo llamada Argus. Rygar está a punto de recibir una corona de flores de la princesa Harmonia en una ceremonia por una batalla naval victoriosa, cuando los titanes atacan repentinamente liderados por Echidna. Después de que ella e Icarus capturan a Harmonia, Echidna hace que el Minotauro se deshaga de Rygar con un pozo abierto en el suelo. Sobreviviendo al encuentro, Rygar encuentra el Diskarmor, un escudo legendario de los dioses y se le asigna la tarea de detener a los titanes para rescatar a Harmonia y traer la paz a Argus.

## Desarrollo
Los restos de la Antigua Grecia y el Imperio Romano se usaron como referencia para ayudar a diseñar el mundo. Al comienzo de la producción, los miembros del personal interno viajaron a Grecia para analizar el tema. Se tomaron fotografías para ayudar a crear texturas. 3ds Max se utilizó para desarrollar los escenarios y los modelos de personajes. Luego, los modelos de personajes se convirtieron al formato original de Tecmo y se importaron a Softimage 3D para animarlos. Las texturas del modelo fueron editadas en Photoshop. La película de apertura comenzó a producirse antes que las secciones del juego.
La versión de Wii se anunció como "Tecmo New Style Action Game" en Famitsu y más tarde como Project Rygar el 11 de mayo en el evento "Tecmo's Nite Out 07".

### Música
La música del juego fue compuesta por Takayasu Sodeoka, Riichiro Kuwabara e Hiroaki Takahashi. La banda sonora del juego incluye 27 pistas, incluido el tema principal "Wish", interpretado por la cantante de ópera Isobel Cooper. La canción también estaba disponible en formato de CD sencillo, junto con la versión de karaoke.

## Recepción
El lanzamiento inicial del juego en PlayStation 2 tuvo una recepción muy positiva. GameRankings y Metacritic le dieron una puntuación de 82,27 % y 83 sobre 100. En Japón, Famitsu le dio a la versión de PS2 una puntuación de 31 sobre 40. Fue subcampeón de la "Mejor música en PlayStation 2" anual de GameSpot' y "Mejor Gráficos (artísticos) en PlayStation 2", que fueron para Grand Theft Auto: Vice City y Rez, respectivamente.
Sin embargo, la nueva versión del juego para Wii, lanzada 6 años después, recibió una recepción promedio, con una puntuación del 55,97 % y 52 sobre 100 en GameRankings y Metacritic. Recibió una puntuación de 1 de 5 estrellas por parte de G4 y ganó el premio al peor remake en 2009.